# Sinoamaurobius spinatus
Espèce
Synonymes
- Amaurobius spinatus Zhang, Wang & Zhang, 2018

Sinoamaurobius spinatus est une espèce d'araignées aranéomorphes de la famille des Amaurobiidae.

## Distribution
Cette espèce est endémique de Chongqing en Chine,. Elle se rencontre vers Wulicun.

## Description
Le mâle holotype mesure 3,55 mm et la femelle paratype 3,69 mm, les mâles mesurent de 3,50 à 3,56 mm et les femelles de 3,52 à 4,24 mm.

## Systématique et taxinomie
Cette espèce a été décrite sous le protonyme Amaurobius spinatus par Zhang, Wang et Zhang en 2018. Elle est placée dans le genre Sinoamaurobius par Kong, Mu, Zhu, Lu, Zhang et Wang en 2025.

## Publication originale
- Zhang, Wang & Zhang, 2018 : « The first record of Amaurobius C.L. Koch, 1837 (Araneae, Amaurobiidae) from China, with description of two new species. » Zootaxa, no 4402(2), p. 363-372.